# منتخب إسبانيا لدوري الرغبي
منتخب إسبانيا لدوري الرغبي هو ممثل إسبانيا الرسمي في المنافسات الدولية في دوري الرغبي .